# Hospital do Mandaqui

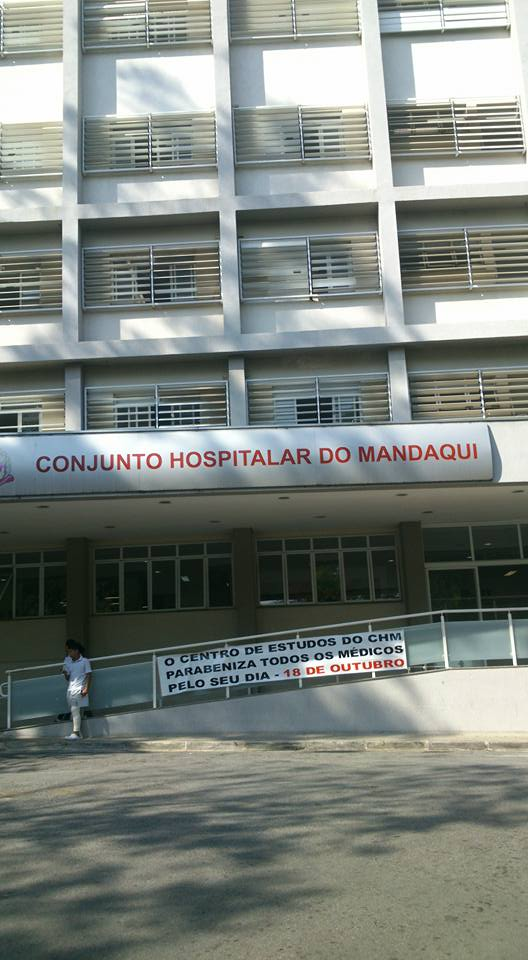
Hospital do Mandaqui

O Conjunto Hospitalar do Mandaqui, mais popularmente conhecido como Hospital do Mandaqui, é um hospital do governo do estado de São Paulo, Brasil.
Está localizado na rua Voluntários da Pátria, no distrito de Santana, zona norte de São Paulo, e atende pelo SUS. Foi o primeiro hospital governamental, fundado em 1938, especializado em tuberculose, instalado no Estado de São Paulo, dando início a toda rede de hospitais de tuberculose do governo estadual. Funcionou inicialmente em três pavilhões com capacidade de 100 leitos destinados a adultos, posteriormente aumentados com as instalações de novos pavilhões, até atingir em torno de 450 leitos atuais. Funcionando há alguns anos com cerca de 300 leitos, o hospital teve sua última reforma e entrega do total atual de 450 leitos em fevereiro de 2012.
Atualmente é um dos maiores hospitais gerais da região, referência em Trauma e Hospital de Ensino, oferecendo diversos serviços de residência médica reconhecidos pelo SUS. Oferece, além dos programas de residência médica, programas de especialização médica em regime de estágio. Destaca-se o setor de Radiologia & Diagnóstico por Imagem, de maior expoência dentro da área.

## Radiologia & Diagnóstico por Imagem
Um dos setores mais organizados e desenvolvidos do complexo, a Radiologia do hospital conta com médicos radiologistas especializados em cada área de atuação, contando com equipamentos e profissionais para realização dos mais variados exames em Raio-X, radiologia contrastada,ultrassonografia usual, fetal e doppler, tomografia computadorizada e ressonância magnética, além de angiografia na área da cirurgia vascular.